# 시미즈 스미코
시미즈 스미코(일본어: 清水 澄子, 1928년 3월 1일~2013년 1월 15일)는 일본의 정치인이다. 일본사회당을 거쳐 사회민주당에서 활동했으며, 두 번의 참의원을 역임했다.